# Алекс Вілкінсон
Алекс Вілкінсон (англ. Alex Wilkinson; нар. 13 серпня 1984, Сідней) — австралійський футболіст, захисник південнокорейського «Чонбук Хьонде Моторс» та національної збірної Австралії.

## Клубна кар'єра
У дорослому футболі дебютував 2002 року виступами за команду клубу «Нозерн Спірітс», в якій провів два сезони, взявши участь у 45 матчах чемпіонату.
Згодом з 2004 по 2005 рік грав у складі команд клубів «Райд Сіті» та «Менлі Юнайтед».
Своєю грою за останню команду привернув увагу представників тренерського штабу клубу «Сентрал-Кост Марінерс», до складу якого приєднався 2005 року. Відіграв за госфордську команду загалом сім сезонів своєї ігрової кар'єри, провівши у її складі 156 матчів чемпіонату. Виступи за цей клуб переривалися 2011 року, частину якого Вілкінсон провів у Китаї, де на умовах оренди грав за «Цзянсу Сайнті».
До складу південнокорейського «Чонбук Хьонде Моторс» приєднався 18 липня 2012 року, уклавши з клубом контракт тривалістю 2,5 роки.

## Виступи за збірну
5 березня 2014 року дебютував в офіційних матчах у складі національної збірної Австралії у товариській грі проти збірної Еквадору. За декілька місяців, провівши ще дві гри за австралійську національну команду, був включений до її заявки для участі у фінальній частині чемпіонату світу 2014 у Бразилії.

## Досягнення
- Переможець Юнацького чемпіонату ОФК: 2001
- Переможець Молодіжного чемпіонату ОФК: 2002
- Чемпіон Південної Кореї: 2014, 2015
- Переможець Кубка Азії: 2015
- Чемпіон Австралії: 2016-17
- Володар Кубка Австралії: 2017